# عاشقان (سیریک)
عاشقان، روستایی در دهستان بیابان بخش مرکزی شهرستان سیریک در استان هرمزگان ایران است.
این روستا زادگاه حامد غلامی که یکی از پیج های پرطرفدار اینستاگرام در شهرستان سیریک  را دارد می‌باشد

## جمعیت
بر پایه سرشماری عمومی نفوس و مسکن در سال ۱۳۹۵، جمعیت این روستا برابر با ۱۸۳ نفر (۴۳ خانوار) بوده‌است.